# 宮川之戰
宮川之戰（日语：／ Miyagawanotatakai）是在天文11年農曆九月廿五（1542年11月2日），甲斐的武田晴信與信濃的高遠賴繼於宮川展開的一場合戰。這次合戰使武田家全面掌管諏訪郡。

## 概要
天文11年（1542年）7月，武田晴信聯同諏訪庶家出身的高遠賴繼聯手攻擊諏訪惣領家家督諏訪賴重，最終賴重在桑原城之戰結束後投降。7月21日，晴信命令身處甲斐的賴重與其弟諏訪賴高切腹，諏訪惣領家亦因而滅亡。其後，晴信與賴繼協議以宮川為界，將諏訪領一分為二，東面歸屬武田氏，西面則屬高遠氏。
然而，由於賴繼希望能夠成為諏訪惣領，因此對於無法取得諏訪全域甚為不滿，最終在9月10日率兵突襲並攻下武田領內的上原城，並且拉攏諏訪上社的矢島滿清、有賀遠江守、伊那郡箕輪的福與城主藤澤賴親和土豪春近眾等人。9月11日，下諏訪眾、諏訪滿隆、安國寺竺溪等武田氏武將支援板垣信方的軍隊以迎戰高遠氏。由於信方等人正前往安國寺附近，導致高遠軍的退路受到威脅，賴繼恐防無路可逃，於是離開下諏訪並安排軍隊在安國寺集合。
9月19日，晴信擁護賴重之子諏訪寅王前往若神子，在強調出兵有理的同時，與信方的軍隊會合。9月25日，武田軍向宮川進軍，在未時（下午1時至3時）左右於宮川橋付近與高遠軍交戰。這場合戰持續至酉時（下午5時至7時）左右，賴繼之弟高遠賴宗等高遠軍700人戰死，賴繼最終撤退。

## 戰後
戰事結束後的9月26日，晴信命令駒井高白齋與守屋賴真一同在藤澤口放火，以此來威嚇藤澤賴親，兩日後賴親亦因此而投降。在9月29日和10月1日，晴信分別派板垣信方和高白齋進攻上伊那口，將賴繼趕離諏訪，並將其困於高遠一帶。最終，武田氏佔領了整個諏訪郡。
天文12年（1543年）5月，晴信修築上原城，並且讓信方作為諏訪郡代留守。
天文13年（1544年）10月，賴繼得到藤澤賴親和小笠原長時的支援，再次舉兵攻擊晴信，但是在天文14年（1545年）4月的高遠合戰中不敵於武田軍，從而臣服於武田氏。